# Stanko Todorov
Stanko Todorov (Bulgare: Станко Тодоров Георгиев) (né le 10 décembre 1920 à Klevonik, mort le 17 décembre 1996 à Sofia)  est un homme politique bulgare. Il est Premier ministre de la république populaire de Bulgarie de juillet 1971 à juin 1981.

## Biographie
En 1936, il est membre de l'Union de la jeunesse révolutionnaire (URY). Il rejoint le Parti communiste bulgare clandestin en 1943. En février 1944 dans une escarmouche avec la police il est blessé, puis arrêté et emprisonné. Il s'évade et participe au coup d'état le 9 septembre 1944 contre le gouvernement de Konstantin Muraviev. De 1947 à 1950 il est au comité central de l'Union de la jeunesse populaire (UPY). Dans les années 1950 Il entre dans les instances dirigeantes du parti communiste dans le district de Sofia. Il intègre le comité central en 1954 et enfin le Politburo du PCB en 1961. Il est nommé premier ministre le 7 juillet 1971. Il est président de fait de la Bulgarie du 6 au 17 juillet 1990.

## Source
- Bernard A. Cook Europe since 1945, an encyclopedia, éd.Garland Publishing 2001 p. 1253  (ISBN 0-8153-4058-3)